# Яровий Михайло Миколайович
Михайло Миколайович Яровий (нар. 8 грудня 1941, м. Сокиряни, Україна) — український журналіст, літератор, педагог. Член Національної спілки журналістів України.

## Життєпис
Михайло Яровий народився 8 грудня 1941 року в місті Сокирянах Чернівецької області.
У 1969 році закінчив філологічний факультет Чернівецького держуніверситету, згодом — факультет журналістики Вищої партійної школи при ЦК Компартії України.
Працював учителем у школах м. Сокирян та села Драчинці Кіцманського району Чернівецької області. З 1970 року працює у редакції Кіцманської районної газети «Вільне життя».

## Доробок
Автор багатьох публікацій на економічні, історичні, краєзнавчі, культурні, спортивні теми, які друкувалися у республіканських газетах і журналах, обласних виданнях: «Буковина», «Доба», «Молодий буковинець», Сокирянській районній газеті «Дністрові зорі».
Опублікував серію віршів, гуморесок, підготував до друку історико-публіцистичну книгу «Благословенна Богом Кіцманщина».

## Відзнаки, нагороди
- Член Національної спілки журналістів України.
- Почесна грамота Кабінету Міністрів України (2004).
- Переможець конкурсів газети «Молодий буковинець» (1978); Чернівецької обласної телерадіокомпанії (1993); регіонального відділення Фонду Держмайна України в Чернівецькій області; обласної організації НСЖУ (1995).